# Amapá Futebol Clube
Amapá Futebol Clube foi um clube de futebol brasileiro, sediado na cidade de Rio Branco, no estado do Acre. Suas cores eram preto,branco e amarelo. Seu nome vem do Lago do Amapá, localizado na capital acreana.
O Amapá encerrou suas atividades após a profissionalização ocorrida no futebol acreano em 1989. Foi bicampeão suburbano (espécie de campeonato de segundo nível da Federação Acreana) e pentacampeão do Torneio da Imprensa.

## Títulos

### Futebol

#### Competições oficiais
| ESTADUAIS      | ESTADUAIS | ESTADUAIS        | ESTADUAIS |
| Competição     | Títulos   | Temporadas       |           |
| -------------- | --------- | ---------------- | --------- |
| Torneio Início | 3         | 1980,1981 e 1983 |           |

## Desempenho em competições oficiais

### Competições estaduais
Campeonato Acriano
| Ano  | 1980 | 1981 | 1982 | 1983 | 1984 | 1985 | 1986 | 1987 | 1988 | 1989 |
| Pos. | 5    |      |      |      | 5    |      |      |      |      |      |
| ---- | ---- | ---- | ---- | ---- | ---- | ---- | ---- | ---- | ---- | ---- |